# Гран-при Яна Мюрдаля — Ленинская премия
Гран-при Яна Мюрдаля — Ленинская премия (швед. Jan Myrdals stora pris – Leninpriset) — премия для писателей и других деятелей культуры Швеции, учреждённая в 2009 году Лассе Дидингом по случаю 81-летия писателя, журналиста и левого политического деятеля маоистского толка Яна Мюрдаля.
Ежегодно вручается литературным «Обществом Яна Мюрдаля». Название в честь Ленина отсылает к вручавшейся в 1956—1990 годах в СССР Международной Ленинской премии «За укрепление мира между народами». Размер денежной составляющей — 100 000 шведских крон. Также существует малая премия Яна Мюрдаля — премия Робеспьера в размере 10 000 шведских крон.
Историк Петер Энглунд, постоянный секретарь Шведской академии, комитет которой присуждает Нобелевскую премию в области литературы, выступил с критикой «ленинской» инициативы и объявил об учреждении премии Пол Пота — один миллион бумажных дойчмарок 1923 года и книга Энн Аппельбаум «ГУЛАГ: паутина большого террора», которые вручает жюри в составе самого Энглунда и двух его кошек.
Первый лауреат «Ленинской премии» общества Мюрдаля, специалист по сравнительному религиоведению Маттиас Гарделль, определяющий себя как либертарный социалист и бывший анархист, возразил Энглунду: «Я уже принимал медаль от короля, не будучи монархистом, почему бы не принять эту премию, не будучи ленинистом?»
Второй лауреат, режиссёр Рой Андерссон («Песни со второго этажа») тоже хорошо воспринял премию — по словам Лассе Дидинга, «он рассмеялся и сказал, что обязательно примет её. У него в кабинете на одной из стен висит портрет Ленина».

## Лауреаты премии
- 2009 — Маттиас Гарделль, историк, религиовед
- 2010 — Рой Андерссон, режиссёр
- 2011 — Май Вексельман, режиссёр-документарист
- 2012 — Свен Линдквист, историк, автор книг
- 2013 — Май Шевалль, автор детективных романов
- 2014 — Ян Гийу, автор детективных романов
- 2015 — Микаэль Вье, музыкант
- 2016 — Микаэль Нюберг, автор и редактор
- 2017 — Стефан Ярл, кинорежиссёр
- 2018 — Свен Воллтер, актёр и писатель
- 2019 — Йоран Терборн, профессор и социолог-марксист
- 2020 — Кайса Экис Экман, журналистка и писатель
- 2021 — Нина Бьорк, журналистка, литературовед и писатель
- 2022 — Карл-Йоран Экервальд, писатель и переводчик